# 宋朝子爵列表
下表列出宋朝可考的子爵。關於宋朝的其他各类爵位，見宋朝王爵列表、宋朝公爵列表、宋朝侯爵列表、宋朝伯爵列表、宋朝男爵列表。

## 宗室
- 开国子赵士圃（赵元份-赵允让-赵宗晖-赵仲损）[1]
- 开国子赵不捷（赵元份-赵允让-赵宗辅-赵仲湜-赵士歆）
- 开国子赵不嘈（赵元份-赵允让-赵宗辅-赵仲湜-赵士岘）

- 天水郡开国子赵不懬（赵元份-赵允让-赵宗辅-赵仲忽-赵士珸）[2]
- 开国子赵与芮（宋理宗之弟、宋度宗之生父）[3]

## 开国县子
- 武功县开国子苏轼[4]
- 武昌县开国子岳飞[5]
- 建阳县开国子刘爚[6]

## 县子
- 随县子孟珙[7]
- 祥符县子赵善湘[8]
- 鄞县子史嵩之
- 定远县子董槐[9]
- 休宁县子程珌[10]

## 子（追封古人）
- 新野子邓平（汉朝），1109年封
- 蒙阴子刘洪（汉朝），1109年封
- 平原子管辂（曹魏），1109年封
- 谷城子赵逵（孙吴），1109年封
- 范阳子祖冲之（刘宋），1109年封
- 长乐子商绍（北魏），1109年封
- 乐城子信都芳（北齐），1109年封
- 高阳子许遵（北齐），1109年封
- 湖熟子耿询（隋朝），1109年封
- 昌亭子刘焯（隋朝），1109年封
- 景城子刘炫（隋朝），1109年封
- 博平子傅仁均（唐朝），1109年封
- 介休子王孝通（唐朝），1109年封
- 居延子瞿昙罗（唐朝），1109年封
- 昌乐子李淳风（唐朝），1109年封
- 琅琊子王希明（唐朝），1109年封
- 赞皇子李鼎祚（唐朝），1109年封
- 成安子边冈（唐朝），1109年封
- 观阳子郎顗（汉朝），1109年封
- 隰阴子襄楷（汉朝），1109年封[11]